# Blue Dart Aviation
Blue Dart Aviation è una compagnia aerea cargo con sede a Chennai, Tamil Nadu, India. I voli sono operati dalla sua base all'aeroporto Internazionale di Chennai. Serve 8 città metropolitane indiane. La compagnia tedesca Deutsche Post possiede una partecipazione del 70% attraverso la sua controllata Blue Dart Express. Il 7 febbraio 2019, Blue Dart ha aperto la sua struttura dedicata alle merci presso l'aeroporto di Mumbai vicino al Terminal 1. La struttura misura 4.300 metri quadrati e dispone di un accesso lato aereo e lato città, consentendo un trasferimento più rapido delle spedizioni.

## Destinazioni
Al 2022, Blue Dart Aviation opera voli cargo all'interno dell'India per conto della DHL Aviation.

## Flotta

### Flotta attuale

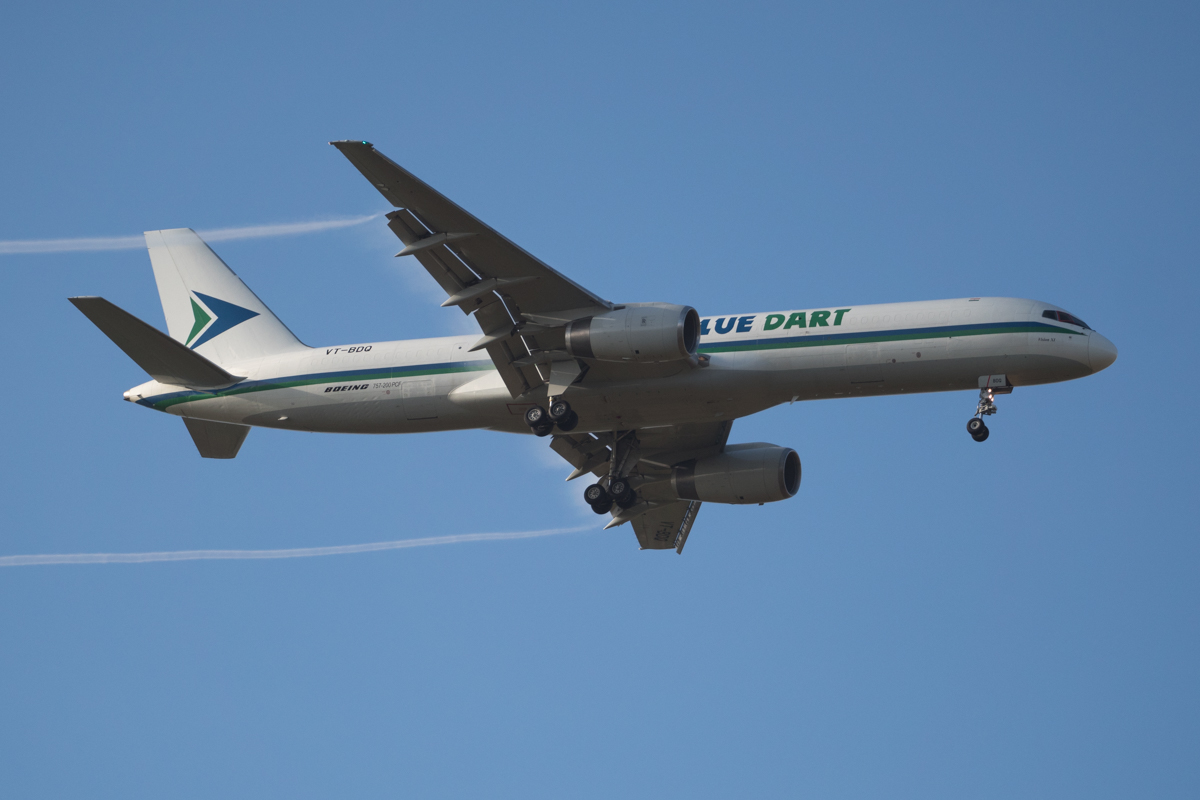
Un Boeing 757-200.

A maggio 2023 la flotta di Blue Dart Aviation è così composta:

### Flotta storica
Fino al 2014, la compagnia ha operato con alcuni Boeing 737-200 in versione cargo.